# Latouchia
Latouchia là một chi nhện trong họ Ctenizidae.

## Các loài
- Latouchia batuensis Roewer, 1962
- Latouchia cornuta Song, Qiu & Zheng, 1983
- Latouchia cryptica (Simon, 1897)
- Latouchia cunicularia (Simon, 1886)
- Latouchia davidi (Simon, 1886)
- Latouchia fasciata Strand, 1907
- Latouchia formosensis Kayashima, 1943
  - Latouchia formosensis hyla Haupt & Shimojana, 2001
  - Latouchia formosensis smithi Tso, Haupt & Zhu, 2003
- Latouchia fossoria Pocock, 1901
- Latouchia hunanensis Xu, Yin & Bao, 2002
- Latouchia japonica Strand, 1910
- Latouchia kitabensis (Charitonov, 1946)
- Latouchia parameleomene Haupt & Shimojana, 2001
- Latouchia pavlovi Schenkel, 1953
- Latouchia swinhoei Pocock, 1901
- Latouchia typica (Kishida, 1913)
- Latouchia vinhiensis Schenkel, 1963